# Niamey
Niamey is de hoofdstad van het land Niger. De stad had in 2012 een bevolking van 1.026.848. De stad is een havenstad aan de rivier de Niger. Niamey is de grootste stad van het land en het regerings- en economisch centrum. De stad is geen onderdeel van een departement, maar vormt een apart hoofdstedelijk district.
De stad ligt in een regio waar veel pinda's verbouwd worden. De belangrijkste industrieën zijn baksteen, keramiek, cement en schoenen.
De nationale administratieve school, een universiteit en het nationale museum zijn gevestigd in de stad.
Niamey heeft een tropisch klimaat. De regentijd is van juni tot september, de heetste maanden zijn van maart tot mei als er een droge harmattanwind vanuit de Sahara waait die veel zand en stof meebrengt.

## Geschiedenis
De Fransen koloniseerden het gebied aan het einde van de 19e eeuw. Maar de stad werd pas belangrijk nadat ze de hoofdstad werd van Niger in 1926.

## Geboren
- Celia Diemkoudre (1992), Nederlands volleyballer